# Heribert von der Wetterau
Heribert von der Wetterau, auch Hernbertus (* um 925; † 992), war Pfalzgraf (wahrscheinlich von Lothringen), 949 Graf im Kinziggau, im Engersgau, in der Wetterau und nannte sich von 976 an auch Graf von Gleiberg. 

## Leben
Heribert stammte aus dem Geschlecht der Konradiner und war ein Sohn des Grafen Udo I. von der Wetterau, dem König Otto der Große das Recht zugestanden hatte, seine Reichslehen unter seinen Söhnen aufzuteilen, als ob sie persönlicher oder allodialer Besitz seien. Heriberts Mutter war eine Kunigunde (oder Adela/Adele), die eine Tochter des Grafen Heribert I. von Vermandois war. Ein Bruder von Heribert war der bereits im Jahr 938 vor Belecke gefallende Gebhard, sowie Udo II. von der Wetterau und Hugo, Graf im Einrichgau († nach 977).
Beim Tode seines Vaters Udo 949 erhielt Heribert die Burg Gleiberg bei Gießen mit den dazugehörigen Besitz- und Vogteirechten und begründete damit die Grafschaft Gleiberg. 959 erscheint ein Pfalzgraf Hernbertus als Zeuge in einer Urkunde des Trierer Erzbischofs, als dieser den Zentbezirk Humbach (heute Montabaur) im Reichsforst Spurkenberg beschreibt.
982/83 zog er mit Kaiser Otto II. nach Italien, wo er an der Schlacht am Kap Colonna (Schlacht bei Cotrone) am 13. Juli 982 gegen die Sarazenen unter Emir Abu al-Qasim teilnahm. Nach seinem Tod im Jahr 992 gelangte ein Großteil seines Besitzes an seinen erstgeborenen Sohn Gebhard. Als dieser jedoch bereits im Jahr 1016 starb, fiel der ganze Besitz an den zweiten Sohn Otto, der so den gesamten Besitz seines Vaters wiedervereinigte.

## Nachkommen
Aus seiner Ehe mit Irmtrud (auch Irmentrud oder Imiza) vom Auelgau (auch von Avalgau genannt, 957–1020), der Tochter von Graf Megingoz und der Gerberga, stammten die Kinder:
- Gerberga (* um 960 oder 965; † nach 1036), womöglich die Frau von Heinrich von Schweinfurt (* vor 980, † 18. September 1017)
- Gebhard (* um 965 oder 970; † 8. November 1016), auch Gebhart, Nachfolger seines Vaters als Graf im Kinziggau
- Irmtrud von der Wetterau (auch Irmintrud), Erbin von Gleiberg (* 972, † nach 985), die spätere Frau von Friedrich von Luxemburg, Graf im Moselgau und Vogt der Klöster Stablo und Malmedy; Stammmutter der Grafen von Gleiberg.
- Otto von Hammerstein (* um 975; † 5. Juni 1036)